# 厄文·高夫曼
厄文·高夫曼（英語：Erving Goffman，1922年6月11日—1982年11月20日）是一位美國社會學理論家，第73任美国社会学协会理事長，賓夕法尼亞大學社會學教授；代表作為《日常生活中的自我呈現》、《精神病院》和《污名：管理受損身份的筆記》（Stigma: Notes on the Management of Spoiled Identity）。高夫曼的理論深刻影響符號互動論的發展，開展擬劇論的研究途徑。總體而言，高夫曼的研究興趣包括日常生活社會學、社會關係、社會建構主義、社會組織（框架）、社會污名和全控機構等。
兰德尔·柯林斯(Randall Collins)更是将其视为“20世纪后半叶最伟大的社会学家”。2007年，《泰晤士報高等教育指南》（The Times Higher Education Guide）將高夫曼列為著作最常被引用的人文學者或社會科學家第6名，低於英國社會學家安東尼·紀登斯，高於德國社會學家尤爾根·哈伯馬斯。

## 生平
厄文·高夫曼生於1922年6月11日的加拿大亞伯達省曼恩維爾，是馬克斯·高夫曼（Max Goffman）與安妮·高夫曼（Anne Goffman）之子，出生時原名「亞沃巴赫」（Averbach）:35:22。高夫曼一家是烏克蘭裔猶太人，在19世紀至20世紀間移民至加拿大；厄文·高夫曼出生後，全家搬到多芬經營成衣事業:22:9。厄文·高夫曼有一個姊姊，法蘭西絲·貝，是加拿大女演員:22。
1937年，高夫曼全家搬到溫尼伯，15歲的厄文·高夫曼也進入當地的聖約翰科技高級中學（St. John's Technical High School）就讀:35:22。1939年，厄文·高夫曼考進曼尼托巴大學，主修化學。期間他曾中斷學業，搬到加拿大首都渥太華，進入約翰·葛里森成立的加拿大國家電影局製片工廠工作，並在偶遇著名社會學家丹尼斯·讓後激發對社會學的興趣:9:35。這也促使高夫曼離開曼尼托巴大學，轉學至多倫多大學，師事查爾斯·赫特與雷·伯懷斯特爾，1945年於該校取得社會學、人類學雙學士學位:35。之後，高夫曼進入芝加哥大學，分別在1949年和1953年取得碩士、博士學位，其博士論文題目為〈對描述經驗反應的一些特質〉（Communication Conduct in an Island Community）:35-36。為了完成博士論文，高夫曼在1949年至1953年5月間搬到蘇格蘭昔德蘭群島中的安斯特島，在島上精神病院蒐集民族誌資料:35。
1952年，高夫曼與安潔莉卡·喬特（Angelica Choate）結婚，並在1953年生下長子湯瑪斯（Thomas）。1964年，安潔莉卡·喬特因精神疾病自殺身亡:36。在學術工作之外，高夫曼熱衷賭博，且經常出入股票市場；他曾為了興趣和民族誌研究，而在拉斯維加斯當賭場經理:36。
1981年，高夫曼再婚，對象是社會語言學家吉莉安·山可夫；隔年生下長女艾莉絲（Alice），她日後也成為社會學家，任教於威斯康辛大學麥迪遜分校，從事費城黑人社區的都市民族誌研究:37
。1982年11月20日，厄文·高夫曼在費城因胃癌過世，時年60歲:37:6。

## 學術生涯
1956年，高夫曼將他在安斯特島精神病院上蒐集的田野資料整理、改寫成《日常生活中的自我呈現》，成為他第一本社會學暢銷書:36。從芝加哥大學畢業後，高夫曼在1954年至1957年間訪問美國馬里蘭州貝塞斯達的國家心理衛生研究院社會環境研究實驗室（Laboratory of Socio-environmental Studies），並在臨床護理中心短暫進行病房行為研究:36。1955年至1956年間，高夫曼在華盛頓特區的聖伊麗莎白醫院擔任運動指導員，就近蒐集田野資料。之後，高夫曼根據資料撰寫關於精神疾病和全控機構的論文，於1961年出版他的第二本社會學暢銷書《精神病院》:36。
1958年，高夫曼應赫伯特·布魯默之邀，任教於加州大學柏克萊分校社會學系；起初只是訪問學者，後來在1962年時升等為正教授:36。在柏克萊任教十年後，1968年，高夫曼轉往賓夕法尼亞大學社會系任教，是當時賓大社會系所有教授中薪水最高者:36。1969年，高夫曼成為美國文理科學院院士:3；1970年與他人共同創立美國廢除非自願精神收容協會。1971年，出版《公共場合的關係》（Relations in Public），集結他那些充滿社會學想像的日常生活研究:37。1974年，出版《框架分析》（Frame Analysis）:37。1979年，高夫曼因其對社會心理學的成就獲頒顧里－米德傑出學術貢獻獎（Cooley-Mead Award for Distinguished Scholarship）。之後，他又當選為第73任美国社会学协会理事長，在發表就職演說前，就因胃癌逝世:37。

## 影響
高夫曼的學術成就深受赫伯特·布魯默、艾彌爾·涂爾幹、西格蒙德·佛洛伊德、艾佛特·休斯、阿弗列·芮克里夫-布朗、塔爾科特·帕森斯、阿爾弗雷德·舒茨、格奧爾格·齊美爾、威廉·洛伊·華納等學者影響。高夫曼傳記作者湯姆·伯恩斯（Tom Burns）指出，艾佛特·休斯是「影響他最深的老師」:34-35:11。其他作者如葛瑞·艾倫·范（Gary Alan Fine）和菲利普·梅平（Philip Manning）則指出高夫曼從未專注和其他理論家嚴肅對話:34；但他的作品卻受同時代大多數社會學家討論，包括安東尼·紀登斯、尤爾根·哈伯馬斯和法國社會學家皮耶·布迪厄:43。
雖然世人常將高夫曼常與符號互動論等社會學學術思潮相提並論，但他本人卻從未視自己為符號互動論的代表人物。范與梅平推論他「不太容易將自己嵌進特定社會學思潮裡」:34。
戈夫曼明确指出，“个体是神圣的”这一基本命题继承自涂尔干，但围绕着戈夫曼与涂尔干对于个体神圣性的观点的争论向着若干个不同的方向展开，并打开了近几十年来许多新的理论面相。很多理论研究者甚至在此基础上搭建了自己的理论体系。
2007年，高夫曼被《泰晤士報高等教育指南》（The Times Higher Education Guide）列為最常被引用的人文學者或社會科學家第六位，與安東尼·紀登斯和尤爾根·哈伯馬斯等學者同榜。他的文風頗受大眾歡迎，被形容為「諷刺、挖苦、好笑」:57和「反諷、自覺的文學作品」:45。
他的學生包括凱柔·布魯克斯·加德納（Carol Brooks Gardner）、查爾斯·古德溫（Charles Goodwin）、梅喬莉·古德溫（Marjorie Goodwin）、約翰·羅蘭、葛瑞·馬克思、哈維·薩克、艾曼紐·謝格洛夫、大衛·蘇諾（David Sudnow）、伊維塔·澤魯巴維爾等:34。
戈夫曼拒绝一切“偶像崇拜的低级形式”，更无意在公开场合推销自己的学术理念。作为公众认知度颇高的学术明星，他不愿接受访谈，拒绝在电台或电视上抛头露面，甚至不喜欢对他的授课或演讲进行录音或拍照。当美国社会学协会宣布戈夫曼担任新的轮值主席一职时，他甚至婉拒刊登自己的照片。

## 争议
戈夫曼在《日常生活的自我呈现》一书中大量运用了戏剧术语和表演词汇，进而影响了读者的基本印象，即认为拟剧框架中的参与者之间充满了欺瞒和伪善。事实上，这也是一直以来对此书的误读。
有关戈夫曼的争议还源自对他的误解，大体而言有四种常见的误解：第一，尽管关于呈现性/表演性自我的观念得到了理解，然而它又被再次嵌入到能动性与社会结构的传统二分法之中；结果，戈夫曼被阐释为证明了能动性和社会结构之间的传统对立。第二，戈夫曼关注策略性行动，因此认为他将策略性行动视为行动的基本形式，策略性约束与强制成为互动秩序基本的限制性条件。第三，认为戈夫曼仅仅关注填充在社会结构之中的关于互动协商的各种细节。第四，认为戈夫曼忽略不平等和制度约束等重要议题。

## 外部連結
- 厄文·高夫曼傳記(著作目錄)－臺拉維夫大學歷史學系 （英文）在
- 厄文·高夫曼 －《馬吉爾的二十世紀作者指南》（Magill's Guide to 20th Century Authors） （英文）
- 厄文·高夫曼的童年時光（页面存档备份，存于）－內華達大學拉斯維加斯分校，厄文·高夫曼檔案館 （英文）